# Baron Stratheden

Wappen der Barone Stratheden and Campbell

Baron Stratheden, of Cupar in the County of Fife ist ein erblicher britischer Adelstitel in der Peerage of the United Kingdom.

## Verleihung und weitere Titel
Der Titel  wurde am 22. Januar 1836 an Hon. Mary Campbell, die Ehefrau des prominenten Whig-Politikers und Juristen Sir John Campbell und Tochter von James Scarlett, 1. Baron Abinger, verliehen. Ihr Ehemann war zu dieser Zeit Attorney General und zweimal bei der Ernennung zum Master of the Rolls übergangen worden. Als er mit seinem Rücktritt drohte, kam man überein, seine Frau in den Adelsstand zu erheben.
John Campbell selbst wurde dann am 30. Juni 1841, als er zum Lordkanzler von Irland ernannt werden sollte, der Titel Baron Campbell verliehen. Später war er auch Lordkanzler des Vereinigten Königreichs.
Beide Titel sind vereinigt, seit die Eheleute 1860 bzw. 1861 von ihrem ältesten Sohn beerbt wurden.

## Liste der Barone Stratheden (1836)
- Mary Campbell, 1. Baroness Stratheden (1796–1860)
- William Campbell, 2. Baron Stratheden, 2. Baron Campbell (1824–1893)
- Hallyburton Campbell, 3. Baron Stratheden, 3. Baron Campbell (1829–1918)
- Alistair Campbell, 4. Baron Stratheden, 4. Baron Campbell (1899–1981)
- Gavin Campbell, 5. Baron Stratheden, 5. Baron Campbell (1901–1987)
- Donald Campbell, 6. Baron Stratheden, 6. Baron Campbell (1934–2011)
- David Campbell, 7. Baron Stratheden, 7. Baron Campbell (* 1963)

Da der jetzige Baron keinen männlichen Nachkommen hat, gibt es keinen Titelanwärter.